# Ougartchin (obchtina)
Ougartchin (bulgare : Угърчин) est une obchtina de l'oblast de Lovetch en Bulgarie.